# Полк (Пенсільванія)
Полк (англ. Polk) — місто (англ. borough) в США, в окрузі Венанго штату Пенсільванія. Населення — 634 особи (2020).

## Географія
Полк розташований за координатами 41°22′9″ пн. ш. 79°55′52″ зх. д. / 41.36917° пн. ш. 79.93111° зх. д. (41.369074, -79.931060).  За даними Бюро перепису населення США в 2010 році місто мало площу 5,28 км², з яких 5,25 км² — суходіл та 0,03 км² — водойми.

## Демографія
Згідно з переписом 2010 року, у селищі мешкало 816 осіб у 206 домогосподарствах у складі 130 родин. Густота населення становила 154 особи/км².  Було 231 помешкання (44/км²).
Расовий склад населення:
| - 97,3 % — білих - 2,0 % — чорних або афроамериканців - 0,1 % — корінних американців - 0,1 % — азіатів |

До двох чи більше рас належало 0,5 %. Частка іспаномовних становила 0,2 % від усіх жителів.
За віковим діапазоном населення розподілялося таким чином: 19,1 % — особи молодші 18 років, 61,9 % — особи у віці 18—64 років, 19,0 % — особи у віці 65 років та старші. Медіана віку мешканця становила 48,7 року. На 100 осіб жіночої статі у селищі припадало 96,6 чоловіків;  на 100 жінок у віці від 18 років та старших — 95,3 чоловіків також старших 18 років.
Середній дохід на одне домашнє господарство  становив 44 699 доларів США (медіана — 36 563), а середній дохід на одну сім'ю — 50 572 долари (медіана — 51 250). Медіана доходів становила 35 893 долари для чоловіків та 32 500 доларів для жінок. За межею бідності перебувало 33,0 % осіб, у тому числі 29,3 % дітей у віці до 18 років та 28,5 % осіб у віці 65 років та старших.
Цивільне працевлаштоване населення становило 209 осіб. Основні галузі зайнятості: освіта, охорона здоров'я та соціальна допомога — 34,9 %, виробництво — 18,7 %, роздрібна торгівля — 15,3 %.